# Maxus Energy Corporation
Pour les articles homonymes, voir Maxus.

Maxus Energy Corporation est une compagnie industrielle et commerciale multinationale nord-américaine active sur plusieurs continents et dans plus d'une dizaine de pays (dont Indonésie), spécialisée dans l’Énergie (pétrole et gaz naturel pour la période récente, mais « descendant » d'une entreprise de la chimie (Diamond Corporation Alkali) qui s'est réorientée (en 1967) vers la carbochimie puis vers l'énergie et les combustibles fossiles en particulier. 

Elle a son siège à Houston au Texas et détient ses principaux actifs dans le Golfe du Mexique, au centre des États-Unis et sur les côtes. Elle a évolué au gré des restructurations, acquisitions et désinvestissements durant les années 1970 et 1980.
Elle est aujourd'hui une filiale en propriété exclusive de YPF holdings (Yacimientos Petrolíferos Fiscales ou Fiscal Petroleum Fields pour les anglophones), compagnie pétrolière argentine publique créée en 1922 pour l'exploration, la production, le raffinage et le négoce pétrolier, privatisée en 1993 par Carlos Menem puis rachetée par la firme espagnole Repsol donnant par fusion en 1999 Repsol YPF 
L'entreprise est ou était cotée en bourse à Buenos Aires  au Buenos Aires Stock Exchange (BCBA))

## Domaines de compétences
Il a varié selon les époques, mais Maxus Energy s'est plus particulièrement développée dans les domaines pétroliers et gaziers (dont en offshore avec par exemple la plate forme Neptune de forage profond située dans le Golfe du Mexique) et production d'électricité par des centrales thermiques.

## Histoire du groupe[1]
1987 (avril) : Maxus nait du département « Prospection (nationale et internationale), production et géothermie » de Diamond Shamrock Corporation. 
La société Diamond Shamrock Corporationce descend elle-même non pas d'une compagnie pétrolière, mais d'une entreprise chimique (Diamond Corporation Alkali fondée le 21 mars 1910 par quatre fabricants de verre de Pittsburgh désireux de produire eux-mêmes leur propre carbonate de soude. Cette entreprise s'est rapidement diversifiée dans la chimie, puis la carbochimie. Cette filiation est importante car Maxus a aussi hérité de sites gravement pollués par la Diamond Corporation Alkali, qui lui vaudront plusieurs procès intentés par l'État pour non dépollution de sites.
En 1931 Raymond F. Evans remplace son père TR Evans (subitement décédé) à la tête de la société. Son père était cofondateur et premier PDG de l'entreprise.
Raymond est un bon chimiste, qui souhaite mettre l'accent sur la recherche pour l'avenir de l'entreprise, qu'il fait rapidement prospérer. En 1965, il s'intéresse à la pétrochimie qui lui semble un domaine d'avenir. 
En 1967, il fusionne sa société à la Shamrock Oil & Gas de Pittsburgh (dirigée par un ingénieur, J. Harold Dunn). Cette société produisait du pétrole et disposait aussi d'un réseau de stations-service dans le Sud-Ouest des États-Unis. Grâce à l'argent du pétrole et du gaz de Shamrock, Raymond F. Evans, de 1970 à 1975 construit à Baltimore une nouvelle usine de bioxyde de manganèse et une unité de chimie du chrome en Caroline du Nord. 
En 1976, malgré d'importants succès (140 millions de dollars de bénéfice pour un chiffre d'affaires de 1,4 milliard de dollars en 1976), Evans est remplacé par le conseil d'administration de Shamrock diamond par un cadre de 44 ans William H. Bricker (qui après une formation d'horticulteur avait travaillé pour California Spray et Chem-Agro avant d'entrer chez Shamrock diamond en 1969 pour ensuite franchir tous les échelons en 7 ans.  En 1979, c'est lui qui, contre l'avis d'Evans, décide de réorienter Diamond vers le secteur des énergies fossiles. Pour cela il achète (250 millions de dollars) le producteur de charbon Falcon Seaboard Inc et déplace le siège social de Cleveland à Dallas (Evans démissionne alors, en signe de protestation). En 1981 achète (220 millions de dollars) un autre producteur de charbon Amherst Coal, et affiche un bénéfice record de 230 millions de dollars pour un chiffre d'affaires 3,4 milliards de dollars.
En 1982, une légère récession fait chuter le prix de l'énergie, causant 35 pour cent de réduction de bénéfice pour la compagnie. Celle-ci investit néanmoins 161 millions de dollars en achat de droits de forage en mer de Beaufort (Alaska), créant une branche Beaufort Sea drilling, opération mal perçue par la bourse : L'action de l'entreprise passe en quelques mois de 40 à 17 $. En 1983 Bricker achète 1,5 milliard de dollars Natomas, une entreprise pétrolière de San Francisco réputée au bord de la faillite. L'achat est présenté par les économistes (Business Week, Wall Street Journal) comme une très mauvaise opération, mais on apprendra plus tard que le prix de Natomas avait été manipulé par le consultant et arbitragiste Ivan Boesky (impliqué dans plusieurs scandales financiers) et par le conseiller en placement Kidder, Peabody & Co. (dit « Kidder Peabody »). En fin d'année, la société connait son premier déficit, de 60 millions de dollars à cause des pertes faites dans ses projets offshore en Alaska.
Après repli en 1984, Bricker aurait été en 1985 autorisé à vendre la société à Occidental Petroleum (pour 28 $ l'action), mais il préfère finalement tenter de massivement racheter les actions (en vendant des départements entiers dont ceux de l'industrie chimique). Les prix de l'énergie ne remontent pas et creusent le déficit porté à  605 millions de dollars fin 1985.
En 1986, Bricker refus plusieurs offres de rachat (dont à 16$, puis 20$ l'action par T. Boone Pickens) puis il démissionne. 
La société est alors être divisée en deux entités :
- Maximus Energy (pétrole, gaz naturel, et des actifs de production de charbon)
- Diamond Shamrock (raffinage et négoce).

Prudential Insurance propose de racheter pour 300 millions de dollars d'actions (avec dividende annuel de 9,75 %) et réclame en échange trois sièges au conseil d'administration de Diamond, et un droit de veto sur d'éventuelles OPA. 
Diamond utilisera l'investissement de Prudential pour racheter  20 millions d'actions ordinaires.
Charles L. Blackburn (membre de la Shell Oil Company) entré peu avant chez Diamond Shamrock) devient président et PDGMaxus Energy . 
Il réduit drastiquement les frais administratifs et recentre l'activité du groupe sur le négoce du pétrole et du gaz naturel en le consolidant aux États-Unis (Texas, Ouest de l'Oklahoma, Dakota du Nord, Montana, Wyoming, Nouveau-Mexique, Louisiane, golfe du  Mexique) et dans l'est du bassin occidental sédimentaire canadien. Pour cela, il vend la branche de charbon (135 millions de dollars). Il s'engage à vendre ses actifs du secteur de la géothermie. Et il cède diverses activités non pétrolières et non gazières. 
Il vend même ses droits d'exploitation du pétrole et gaz en mer du Nord anglaise. 
Ainsi, le déficit se réduit, et le groupe maintient des opérations internationales en Indonésie, mer du nord néerlandaise, Afrique, Asie, Europe et Amérique du Sud.
En 1988, Blackburn perd encore 131,6 millions de dollars mais en assainissant la situation. La vente de ses droits en mer du Nord néerlandaise lui rapporte $ 22 millions et il découvre deux réserves de pétrole dans les champs pétrolifères d'Intan et de Widuri (Sud-Est de Sumatra).
En 1989, Blackburn vend des actifs pétroliers et gaziers (dont son secteur canadien et 10 % de ses baux d'exploitation au nord-ouest de Java) et solde ses dettes.
Il accélère l'exploitation d'Intan à Sumatra et rassemble des géologues et de géophysiciens en un Frontier Group consacré à la recherche de combustibles fossiles dans le monde. En Amérique du Nord, délaisse le Golfe et le milieu du continent pour s'intéresser des perspectives gazières à 2 $ le baril d'équivalent pétrole.
En 1990, le pétrole indonésien et le remboursement de la dette permettent à nouveau de faire des bénéfices, avant qu'une chute du prix de l'énergie ne les réduise fortement. (perte de 11,2 millions de dollars). Il vend ses actifs du bassin Rocky Mountain Maxus et du bassin Permien pour acquérir des réserves qui en font le second producteur de gaz du Texas Panhandle (Région nord, presque désertique du Texas). Son chiffre d'affaires international (pétrolier) domine néanmoins maintenant son bilan intérieur (gaz).
En octobre 1992, Maxus signe un accord avec son ancien conseiller Kidder, Peabody & Company par lequel ce dernier reconnait qu'il y avait eu délit d'initié au détriment de la société Diamond Shamrock lors de l'achat de Natomas (sur les conseils de l'arbitragiste Ivan Boesky). Kidder verse en compensation 125 millions de dollars en espèces (cash) à Maxus et achète pour 40 millions d'actions de Maxus.